# Морозное пучение

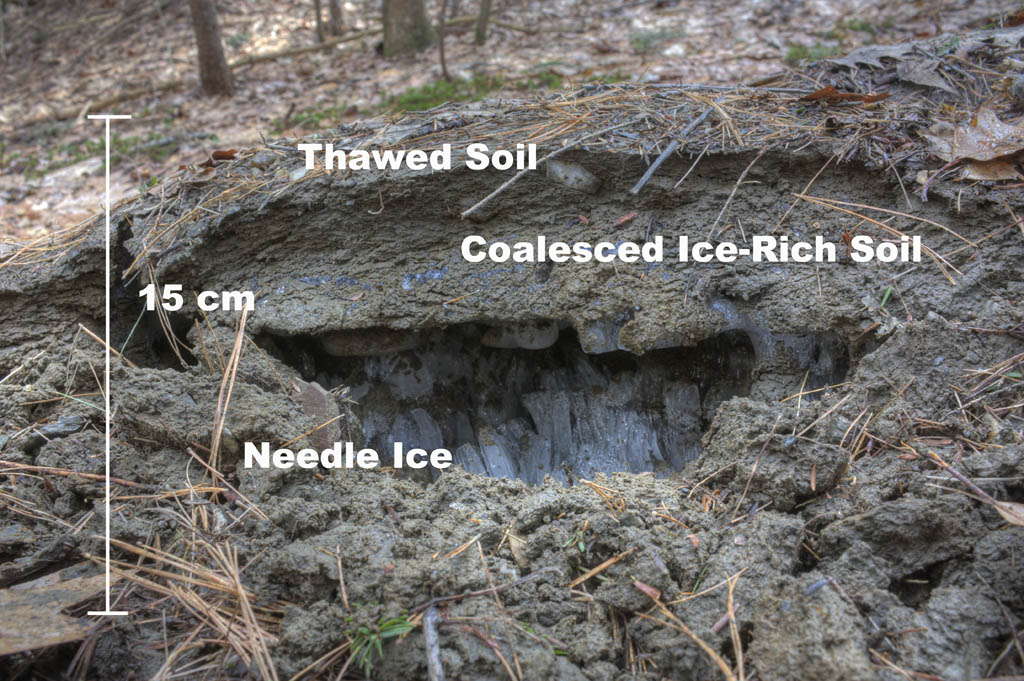
Схема пучения во время весенней распутицы(снизу вверх): Игольчатый лед, выступивший из-за фронта промерзания через пористую почву с уровня грунтовых вод ниже· Сросшаяся льдистая почва, подвергшаяся замораживанию-оттаиванию· Оттаявший грунт сверху.

Морозное пучение  — вспучивание грунта в условиях его отрицательных температур, вызванное возрастающим присутствием льда и отчасти его термическим расширением. Лёд растёт вглубь грунта, от полуплоскости отрицательных температур или фронта промерзания. Для роста льда требуется трансфер воды, которая поступает к фронту промерзания за счёт капиллярного действия.
Вес вышележащего грунта сдерживает вертикальный рост льда и может способствовать образованию линзообразных участков льда в грунте. Тем не менее силы одной или нескольких растущих ледяных линз достаточно, чтобы поднять слой почвы на 1 фут (0,30 м) и более. Почва, через которую проходит вода для формирования ледяных линз, должна быть достаточно пористой, чтобы обеспечить капиллярное действие, но не настолько пористой, чтобы нарушать непрерывность капилляров. Такой грунт называют «морозоустойчивым». Рост ледяных линз постоянно поглощает поднимающуюся воду на фронте замерзания. Дифференциальное морозное пучение может привести к растрескиванию дорожного покрытия, способствуя образованию весенних выбоин, и повреждению фундаментов зданий. Морозные пучения могут возникать в холодильных камерах с механическим охлаждением и на катках .
От температуры и амплитуда колебаний температуры зависит глубина сезонного промерзания и сезонного оттаивания. При увеличении амплитуды колебаний мощность сезоно-талого слоя мёрзлого грунта увеличивается. Казалось бы при этом должно возрастать и пучение за счёт роста связанной воды в нижней части сезонно-мерзлого слоя, однако на самом деле увеличение промерзания нижнего слоя приводит к снижению степени его напряжённого состояния на уровне активного выделения льда (то есть, у фронта промерзания) и это приводит к уменьшению пучения грунта.
Зато такие факторы, как снежный покров или вообще любой фактор, который уменьшает скорость промерзания (падение температуры снизу вверх, градиент температуры), усиливают пучение. Это происходит потому, что при быстром промерзании значительная часть влаги замерзает на месте, а медленное промерзание даёт возможность большему количеству связанной воды постепенно достигать фронта промерзания. Может показаться, что чем больше глинистых частиц, тем больше связанной воды и тем активнее происходит пучение. На самом же деле наиболее активное пучение протекает в пылеватых суглинках и пылеватых супесях, они на первом месте. В тяжелых суглинках и глинах пучение идет хуже, так как там меньше путей миграции (они более плотные). Каолиниты (группа глинистых минералов) создают большое число агрегатов и пор и, как следствие, возрастает количество связанной воды, которая замерзает при более низких температурах.
Игольчатый лед представляет собой продукт морозного пучения, происходящего в начале сезона заморозков, до того, как фронт промерзания по мере движения вниз не вскрыл той почвы, которую можно было бы поднять в результате морозного пучения.
Чувствительность к замерзанию по распределению диаметра зерна
Метод классификации по распределению диаметра зёрен был впервые предложен Касагранде (1929) и Бесковым (1935). Касагранде оценил чувствительность почвы к замерзанию в 3 этапа в результате своих исследований в полевых условиях и в лаборатории.
В неоднородных грунтах при содержании частиц диаметром менее 0,02 мм больше 3% по массе образуются линзы льда; в однородных же грунтах ледяные линзы начинают образовываться при концентрации таких частиц превышающей 10% по весу. В случае, если содержание частиц диаметром менее 0,02 мм не достигает 1% по массе, ледяные линзы не образуются вовсе.
Грунт промерзает от подошвы фундамента. Находящаяся в порах вода превращается в лед, и объем пор увеличивается более чем на 9 процентов. Объем промороженного грунта может достигать 40 процентов. Происходит расклинивание зерен (увеличение пространства между зернами). В весенний период структурные связи между частичками размягчаются, в результате чего меняются прочностные и деформационные характеристики грунта. Это причина того что в марте-апреле месяце у зданий могут наблюдаться трещины.
Влажность за счёт незамерзшей воды (англ. Unfrozen Water Content) зависит от грансостава и представляет собой произведение среднезимней температуры на нижний предел пластичности PL. Однако российский ГОСТ 59537-2021 влажность грунта за счёт незамёрзшей воды считает по-другому.
Разуплотнение пород при многократном промерзании и оттаивании
Прочность грунта падает из-за увеличения содержания пылеватых агрегатов и связанной воды (особенно осмотически связанной воды, которая приводит к набуханию и тиксотропному разжижению, свойству плывунности). Осмотически связанная вода приводит к набуханию грунтов и их тиксотропному разжижению. 

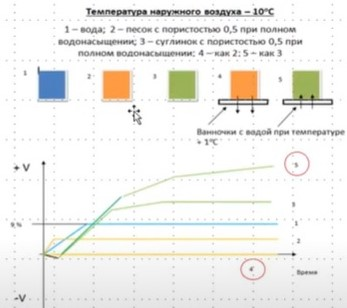
График изменения объёма воды и грунта при промерзании согласно ГОСТ 28622-2012 Грунты. Метод лабораторного определения степени пучинистости.. песок выставлен на мороз -15 градусов. если была только чистая вода (увеличение объёма на 9%), во втором случае на 4,5%. В третьем случае суглинка, несмотря на то, что не вся вода в глинах замерзает (незамерзшая вода) за счет образования трещин, которые по своей сути являются пустотами, идёт увеличение объёма. В 4ом случае никакого изменения объёма не будет (фронт промерзания сверху вниз выдавливает воду в сторону положительного градиента температур). В 5ом случае суглинок при промерзании даёт большое увеличение объёма (вода начинает всасываться, сила "всасывания" глинистых частиц больше, чем сила выдавливания воды в сторону положительных температур).

## Механизмы

### Историческое понимание морозного пучения

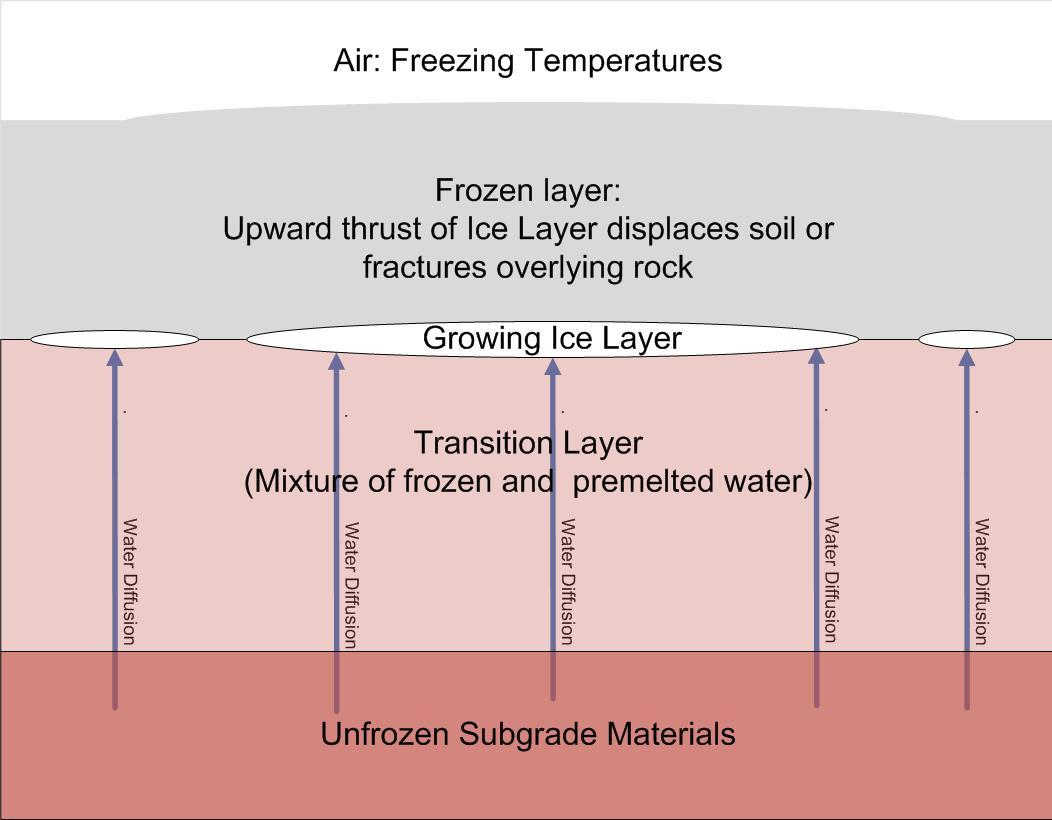
Образование ледяных линз, приводящее к морозному пучению в холодном климате.

Урбан Хьярне (1641–1724) описал воздействие отрицательных температур на грунт в 1694 году.   Департамент геологии Университета Южной Каролины опроверг гипотезу о том, что морозное пучение возникает в результате расширения молярного объема при замерзании воды, уже имевшейся в грунте до наступления отрицательных температур, т.е. с небольшим вкладом от миграции воды в грунте.
Поскольку молярный объем воды расширяется примерно на 9 %, когда она переходит из фазы воды в лёд при температуре замерзания в целом, 9 % будет максимально возможным расширением из-за молярного объёмного расширения, и то только в том случае, если бы лёд был жёстко закреплён в грунте по бокам, так что расширение всего объёма должно было происходить по вертикали. Лед необычен среди соединений, потому что его молярный объем увеличивается из жидкого состояния, воды . Большинство соединений уменьшаются в объёме при переходе из жидкой фазы в твёрдую. Табер показал, что вертикальное смещение грунта при морозном пучении может быть значительно больше, чем за счёт молярного объёмного расширения.
Табер продемонстрировал, что жидкая вода мигрирует к линии промерзания в почве. Он показал, что другие жидкости, такие как бензол, который сжимается при замерзании, также вызывают морозное пучение. Это исключило изменения молярного объёма как доминирующий механизм вертикального смещения промерзающего грунта. Его эксперименты также продемонстрировали развитие ледяных линз внутри столбиков почвы, которые были заморожены за счёт охлаждения только верхней поверхности, тем самым устанавливая температурный градиент .
G. J. Bouyoucos, основываясь на своих исследованиях, показал, что некоторое количество воды в грунте остаётся незамерзшим вплоть до температуры -78 °С.

### Формирование ледяных линз

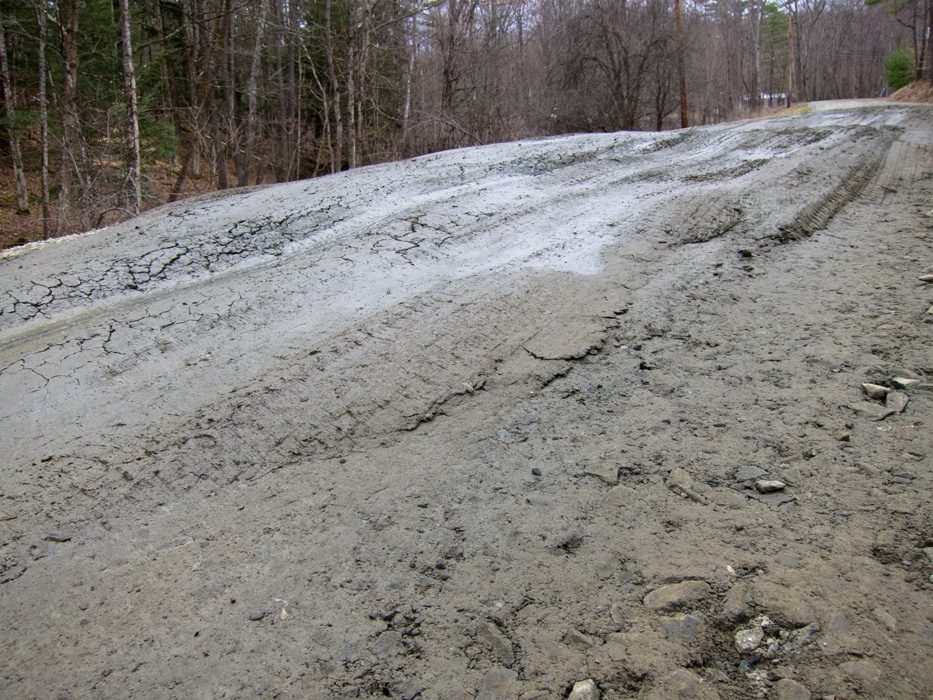
Морозное пучение на сельской дороге в Вермонте во время весенней оттепели.

Основной причиной смещения грунта при морозном пучении является образование ледяных линз . Во время морозного пучения одна или несколько беспочвенных линз льда разрастаются, и их рост вытесняет почву над ними. Эти линзы растут за счет постоянного добавления воды из источника подземных вод, который находится ниже в почве и ниже линии промерзания в почве. Наличие морозостойкой почвы с пористой структурой, обеспечивающей капиллярный поток, необходимо для снабжения водой ледяных линз по мере их образования.
Из-за эффекта Гиббса-Томсона удержания жидкости в порах вода в почве может оставаться жидкой при температуре ниже точки замерзания воды. Очень мелкие поры имеют очень большую кривизну, в результате чего жидкая фаза в таких средах термодинамически устойчива при температурах иногда на несколько десятков градусов ниже температуры замерзания жидкости в объеме. Этот эффект позволяет воде просачиваться через почву к ледяной линзе, позволяя линзе расти.
Другой эффект переноса воды заключается в сохранении нескольких молекулярных слоев жидкой воды на поверхности ледяной линзы и между частицами льда и почвы. Фарадей сообщил в 1860 году о незамерзшем слое предварительно талой воды. Лед предварительно плавится от собственного пара и при контакте с кремнеземом .

### Микромасштабные процессы
Те же межмолекулярные силы, которые вызывают предварительное таяние на поверхности, способствуют морозному пучению в масштабе частиц на нижней стороне формирующейся ледяной линзы. Когда лёд окружает мелкую частицу почвы во время предварительного таяния, частица почвы будет смещаться вниз в теплом направлении в пределах температурного градиента из-за таяния и повторного замерзания тонкой плёнки воды, которая окружает частицу. Толщина такой плёнки зависит от температуры и меньше на более холодной стороне частицы.
Вода имеет более низкую термодинамическую свободную энергию в объёмном льду, чем в переохлаждённом жидком состоянии. Следовательно, происходит постоянное пополнение воды, перетекающей с тёплой стороны на холодную сторону частицы, и непрерывное плавление для восстановления более толстой плёнки на тёплой стороне. Частица мигрирует вниз к более тёплой почве в процессе, который Фарадей назвал «термическим восстановлением». Этот эффект очищает ледяные линзы, поскольку они формируются, отталкивая мелкие частицы почвы. Таким образом, 10- нанометровая плёнка незамерзшей воды вокруг каждой микрометровой частицы почвы может перемещать её на 10 микрометров в день при температурном градиенте всего 1 °С м −1 . По мере роста ледяных линз они поднимают почву наверху и отделяют частицы почвы внизу, притягивая воду к замерзающей поверхности ледяной линзы посредством капиллярного действия.

## Морозоустойчивые почвы

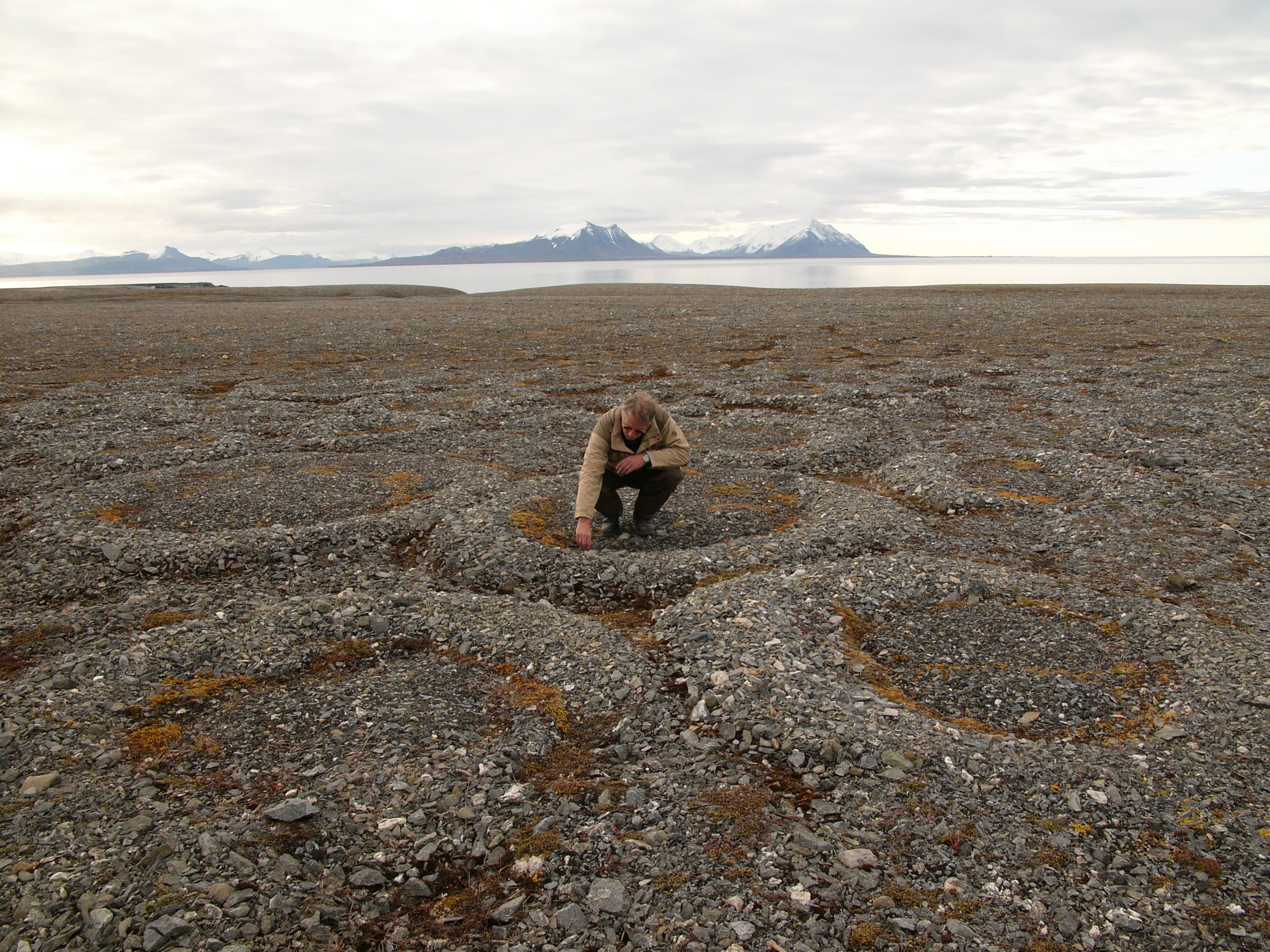
Частично расплавившиеся и обрушившиеся литальсы (возвышенные насыпи, обнаруженные в вечной мерзлоте) оставили на архипелаге Шпицберген кольцеобразные структуры.

Морозное пучение требует морозоустойчивой почвы, постоянного запаса воды внизу (уровень грунтовых вод ) и низких температур, проникающих в почву. Морозоустойчивые почвы — это почвы с размерами пор между частицами и площадью поверхности частиц, способствующими капиллярному течению . Илистые и суглинистые типы почв, которые содержат мелкие частицы, являются примерами восприимчивых к морозу почв. Многие агентства классифицируют материалы как восприимчивые к морозу, если 10 или более процентов составляющих их частиц проходят через 0,075 мм (№ 200) или 3% и более проходят через сито 0,02 мм (№ 635) сито. Чемберлен сообщил о других, более прямых методах измерения морозоустойчивости. На основе таких исследований существуют стандартные тесты для определения относительной восприимчивости грунтов, используемых в системах дорожных покрытий, к ослаблению от мороза и оттаивания путем сравнения скорости пучения и коэффициента несущей способности при оттаивании со значениями в установленной системе классификации для грунтов, восприимчивость к морозу которых неизвестна.
Невосприимчивые к заморозкам почвы могут быть слишком плотными, чтобы способствовать течению воды (низкая гидравлическая проводимость), или слишком открытыми по своей пористости, чтобы способствовать капиллярному течению. Примеры включают плотные глины с небольшим размером пор и, следовательно, низкой гидравлической проводимостью, а также чистые пески и гравий, которые содержат небольшое количество мелких частиц и размеры пор которых слишком открыты, чтобы способствовать капиллярному течению.

## Формы рельефа, созданные морозным пучением

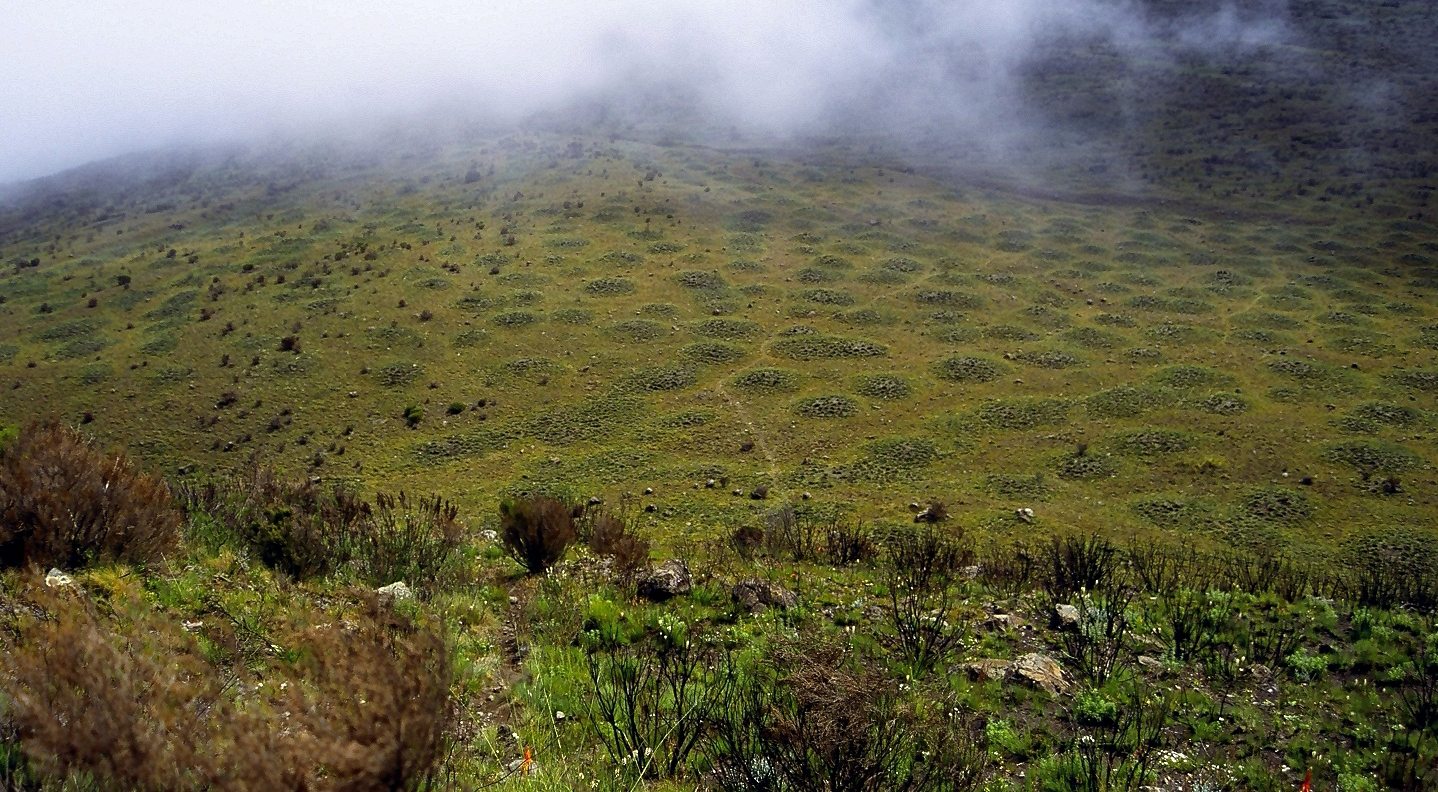
Пальсы (вспучивание богатых органикой почв в прерывистой вечной мерзлоте) можно найти в альпийских районах ниже холма Муги на горе Кения.

Морозное пучение создаёт приподнятые формы рельефа почвы различной геометрии, включая круги, многоугольники и полосы, которые можно описать как бугорки в почвах, богатых органическим веществом, таких как торф, или литальсы  в более богатых минералами почвах. Примером могут служить каменные литальсы (вздымающиеся курганы), найденные на архипелаге Шпицберген . Морозные пучения случаются в альпийских регионах, даже вблизи экватора, о чем свидетельствуют палсы на горе Кения .
В арктических регионах вечной мерзлоты родственный тип пучения грунта в течение сотен лет может создавать структуры высотой до 60 метров, известные как пинго, которые питаются за счёт подъёма грунтовых вод вместо капиллярного действия, которое питает рост инея. вздымается. Криогенные земляные торосы представляют собой небольшие образования, возникающие в результате зернистой конвекции, которые появляются в сезонномёрзлых грунтах и имеют много разных названий; в Северной Америке это земляные торосы; туфур в Гренландии и Исландии ; и поунус в Фенноскандии .
Многоугольные формы, по-видимому, вызванные морозным пучением, наблюдались в приполярных регионах Марса с помощью камеры Mars Orbiter Camera (MOC) на борту Mars Global Surveyor и камеры HiRISE на Mars Reconnaissance Orbiter . В мае 2008 года посадочный модуль « Марс Феникс » приземлился на таком полигональном морозном ландшафте и быстро обнаружил лед в нескольких сантиметрах от поверхности.

## В охлаждаемых зданиях

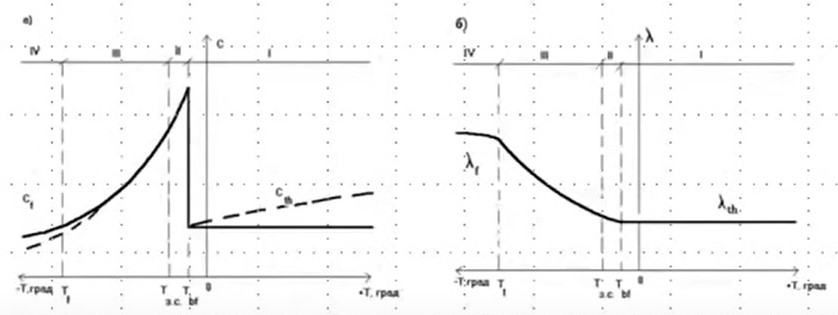
изменение коэффициентов теплоёмкости (слева) теплопроводности (справа) для талой и мёрзлой зоны грунта в зависимости от температуры

Грунт под Холодильными складами и ледовыми дворцами, эксплуатируемыми при отрицательных температурах, промерзает на глубину в десятки метров. В сезонно замерзающих грунтах, например, на ледовых катках, почва может оттаивать и восстанавливаться при нагревании внутренней части здания. Если фундамент рефрижераторного здания размещается на морозоустойчивых грунтах с уровнем грунтовых вод в пределах досягаемости фронта промерзания, то полы таких сооружений могут вздыматься за счёт тех же механизмов, что и в природе. Такие структуры могут быть спроектированы таким образом, чтобы избежать таких проблем за счёт использования нескольких стратегий, по отдельности или в тандеме. Стратегии включают размещение незамерзающего грунта под фундаментом, добавление изоляции для уменьшения проникновения фронта промерзания и достаточное нагревание грунта под зданием, чтобы предотвратить его промерзание. Сезонные катки могут снизить скорость подповерхностного промерзания за счет повышения температуры льда.

## Комментарии
1. ↑  In the section II. Fl. Om Jord och Landskap i gemeen (II. About the soil and the landscape in general) of his book, Hiärne mentions the phenomenon of "earth casting" or "earth heaving", in which, after the spring thaw, large chunks of sod appear to have been ripped from the ground and tossed: "3. Whether one sees in other places in Sweden, Finland and Iceland, etc., as has so happened in Uppland and in Närke in Viby parish, royal Vallby, that the earth itself with turf and all [in pieces] up to a few cubits long and wide has been thrown upwards which 20 or more men could not do, and a large pit is left afterwards." (3. Om man seer uti andre Orter i Swerige / Fin-Est och Lif-land / etc. så wara stedt / som hår i Upland / och i Nårike i Wijby Sochn / Kongz Wallby / at Jorden sig med Torff och all till någre Alnars Långd och bredd har opkastat det 20 eller flere Karlar teke hint göra / och en stoor Graff effter sig lemnat.) Urban Hjärne, Een kort Anledning till åtskillige Malm- och Bergarters, Mineraliers, Wäxters, och Jordeslags sampt flere sällsamme Tings, effterspöriande och angifwande [A brief guide to discovering and specifying various types of ores and mountains, minerals, plants, and soils, together with several unusual things] (Stockholm, Sweden: 1694). Available on-line at: National Library of Sweden.